# Zuid-Amis
Zuiders Amis, ook Peinaans, Hengch'un Amis of Taitung, is een dialect van het Amis. Het wordt gesproken op het Aziatische (ei)land Taiwan, meer bepaald in en rond de stad Taitung aan de oostkust van het land.

## Classificatie
- Austronesische talen
  - Oost-Formosaanse talen
    - Centrale talen
      - Amis
        - Zuiders Amis

Centraal-Amis · Chengkung-Kwangshan · Noord-Amis · Tavalong-Vataan · Zuid-Amis